# 绍德枫丹
绍德方丹（法語：Chaudefontaine，法語發音：[ʃodfɔ̃tɛn]）是法国马恩省的一个市镇，位于该省东北部，属于香槟沙隆区。

## 地名
“绍德方丹”（Chaudefontaine）在法语中意为“热泉”。

## 地理
绍德方丹（49°5'57"N, 4°52'10"E）面积12.98 平方千米，位于法国大東部大區马恩省，该省份为法国东北部内陆省份，北起阿登省，西北接埃纳省，西南接塞纳-马恩省，南至奥布省，东南接上马恩省，东临默兹省。
与绍德方丹接壤的市镇（或旧市镇、城区）包括：阿尔热、布罗圣科耶尔、多马坦-当皮埃尔、阿戈讷地区弗洛朗、马夫雷库尔、穆瓦尔蒙、拉讷维尔欧蓬、聖默努。
绍德方丹的时区为UTC+01:00、UTC+02:00（夏令时）。

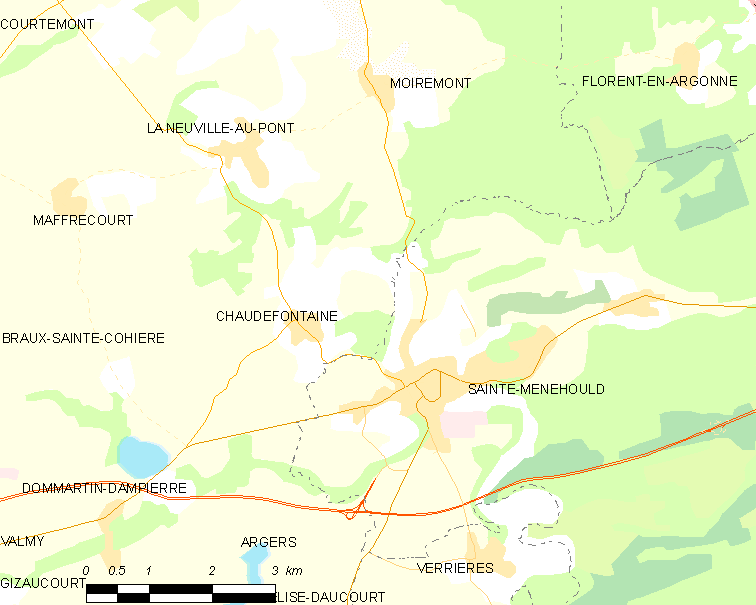
绍德方丹的OSM定位图

## 行政
绍德方丹的邮政编码为51800，INSEE市镇编码为51139。

## 政治
绍德方丹所属的省级选区为阿戈讷-叙普-韦勒县。

## 人口

1962-2008年间绍德方丹人口变化图示

绍德方丹于2022年1月1日时的人口数量为312人。